# 158
158 (CLVIII) var ett normalår som började en lördag i den julianska kalendern.

## Händelser

### Okänt datum
- Den östkinesiska Handynastins Yongshou-era ersätts av Yangxi-eran.